# Hamburgcultuur

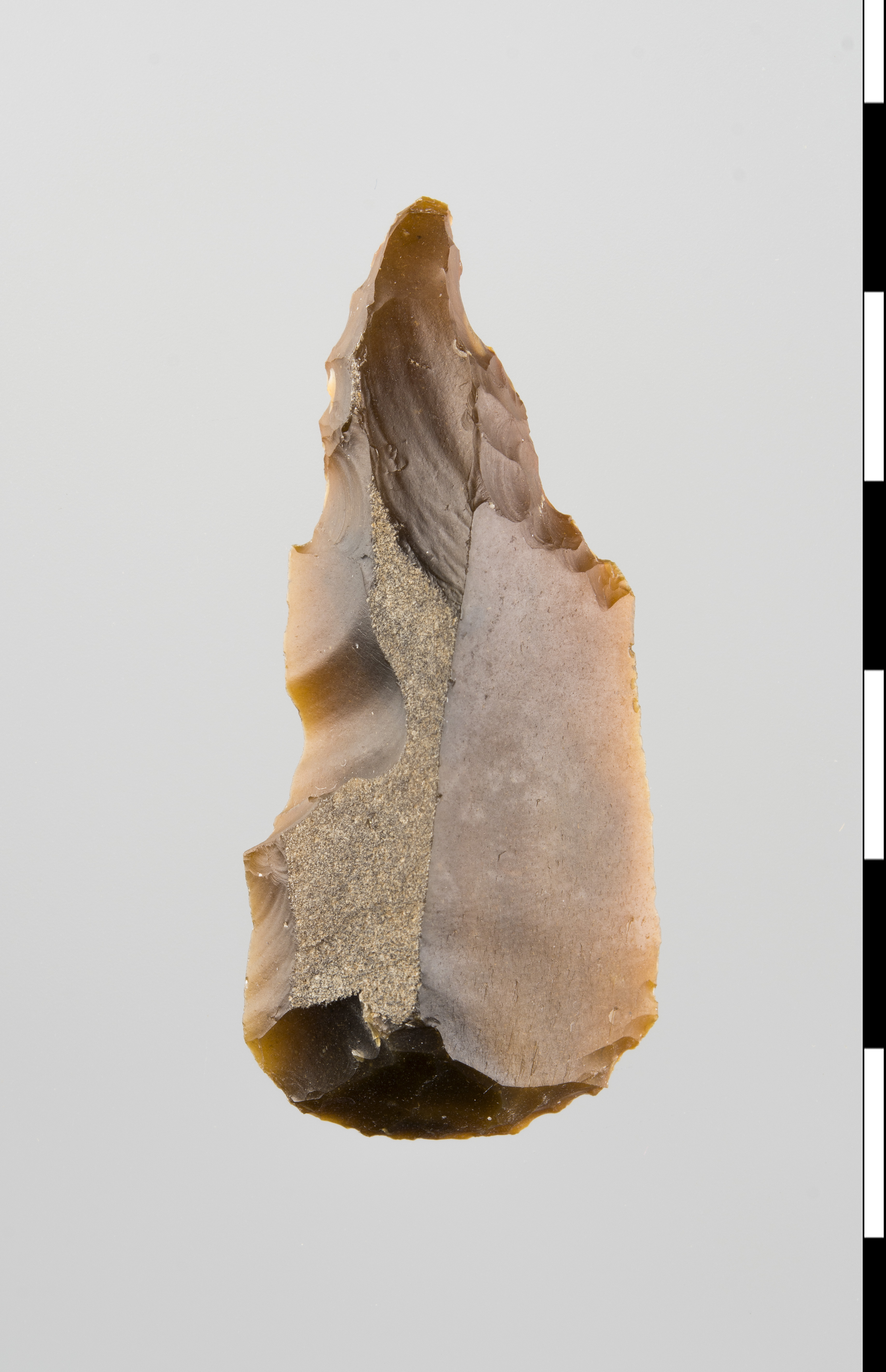
Paleolithisch combinatiewerktuig van vuursteen, Hamburgcultuur, gevonden in Stroe (Gelderland)

De Hamburgcultuur (13.000-10.000 v.Chr.) is een in Nederland, Noord-Duitsland en het noorden van Polen verbreide laat-paleolithische groep culturen aan het einde van de ijstijd. 
De cultuur is genoemd naar vindplaatsen in de omgeving van Hamburg. Alfred Rust stuitte daar in de jaren 20-30 van de twintigste eeuw op verschillende vindplaatsen van deze cultuur van jagers. Het begrip "Hamburgcultuur" is bedacht door de in 1933 in Kiel werkende prehistoricus Gustav Schwantes.
De natuur en het milieu waren nog aangepast aan de ijstijd. De temperatuur steeg eerst in de Oude Dryas en de gletsjers begonnen te smelten. Toendra's met slechts hier en daar bomen kwamen het meest voor, en daar leefden grote kuddes rendieren. De mensen leefden als jager-verzamelaars die zich in de rendierjacht hadden gespecialiseerd. Daarnaast jaagden ze ook op kleinwild, vogels en ze visten ook.
Kenmerkend voor de cultuur zijn de vuurstenen kerfspitsen, klingschrabbers, krombekstekers en AA-stekers. Van botten en geweien werden speerpunten en harpoenen gemaakt.
De mensen van de Hamburgcultuur gebruikten nog de speer en speerwerper, terwijl de jagers van de latere Ahrensburgcultuur al pijl-en-boog kenden, die naar de huidige inzichten ca 11.000 jaar geleden ontwikkeld zijn. Blijkbaar veranderde met de nieuwe wapens ook de jachttechniek. De rendierjagers van de Hamburgcultuur beslopen een langstrekkende kudde en legden dan met hun speren enkele dieren neer. De jagers van de latere cultuur konden met drijfjachten een grotere buit binnenhalen.

## Vindplaatsen
Vindplaatsen van jachtplaatsen met resten van rendieren en werktuigen bevinden zich in het Ahrensburger Tunneltal ten noorden van Hamburg, Hasewich (Kreis Stormarn) en Poggenwich. In Nederland zijn prominente vindplaatsen, zonder resten van rendieren, in Drenthe (Havelte en Vledder), Gelderland (Stroe) en in Friesland bij Oldeholtwolde, Ureterp en Makkinga (bij Lochtenrek). In Nederland zijn al met al een kleine 100 vindplaatsen van kleine groepen migrerende jagers-verzamelaars (4-8 personen) van deze cultuur bekend.